# Phtheochroa canariana
Phtheochroa canariana es una especie de polilla de la familia Tortricidae. 

## Distribución
Se encuentra en los Estados Unidos, donde se ha registrado desde Arizona.